# Franklinfilite
La franklinfilite è un minerale.